# VBTP-MR Guarani
VBTP-MR Guarani je kolový obrněný transportér vyvinutý společností Iveco a brazilskou armádou jako nástupce průzkumného vozidla EE-9 Cascavel a obrněného transportéru EE-11 Urutu.
Práce na novém obrněnci pro brazilskou armádu byly zahájeny v roce 2007 a k dokončení došlo v roce 2011. Armáda 18. prosince toho roku s firmou Iveco podepsala smlouvu na dodání 2 044 stroje, jejichž dodávky budou probíhat mezi roky 2012--2030. Výroba bude probíhat v Brazílii, přičemž 60 % komponentů dodají místní subdodavatelé. Na základě transportéru by měly vzniknout další verze, mj. stíhač tanků se 120 mm dělem. Stroj je schopný přepravit až 11 plně vyzbrojených vojáků, váží 18,3 t, na délku má 6,91 m, na šířku 2,7 m a na výšku 2,34 m. Lze jej přepravit transportním letounem C-130 Hecules.
Vozidlo je chráněno pancířem schopném odolat projektilům o ráži 7,62 mm, popřípadě 12,7 mm. Ochranu lze navíc navýšit instalací kompozitního pancíře. Osádka je proti explozi min chráněna podvozkem ve tvaru písmene V.
Transportér lze vyzbrojit kulometem ráže 12,7 mm, 40 mm granátometem nebo dělem MK 44 Bushmaster II 30mm kalibru ve věži UT30.

## Uživatelé
Brazílie
- Brazilská armáda má obdržet celkem 2 044 kusů.

 Libanon
- Libanonská armáda zavedla 10 vozidel.[3]

 Ghana
- V červnu 2021 společnost Elbit Systems oznámila prodej 11 obrněných transportérů do Ghany.[4]

 Filipíny
- Filipínská armáda v roce 2020 objednala 28 transportérů.[5]

 Argentina
- Argentina pro své mírové jednotky na Haiti zakoupila 14 vozidel.[6]

## Potenciální uživatelé
Malajsie
- Armáda Malajsie plánuje nahradit své obrněnce SIBMAS a Condor a jedním z kandidátů je mj. VBTP-MR Guarani.[7]